# Foiba

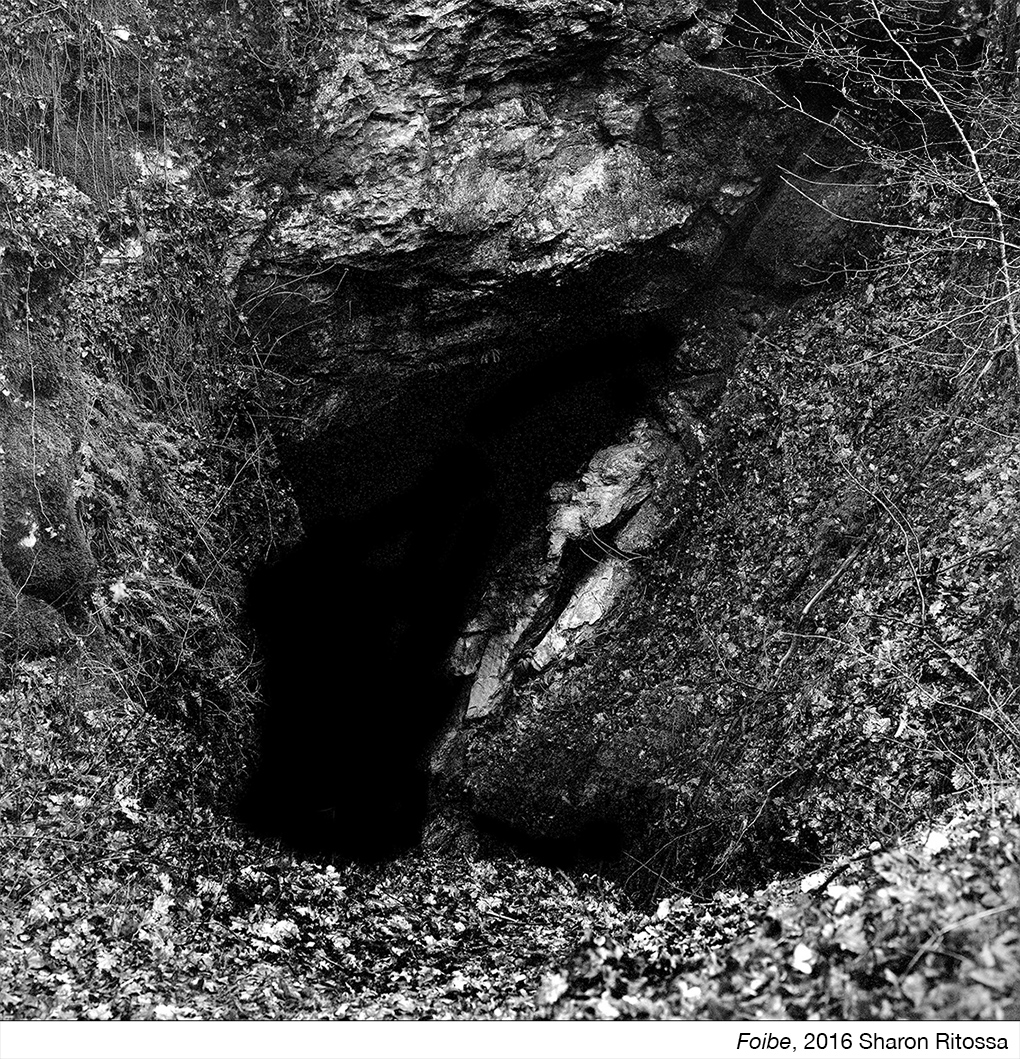
La Grotta Plutone è una foiba con un imbocco strapiombante e si trova al fondo di una dolina carsica adiacente alla strada che da Basovizza porta a Gropada in provincia di Trieste.

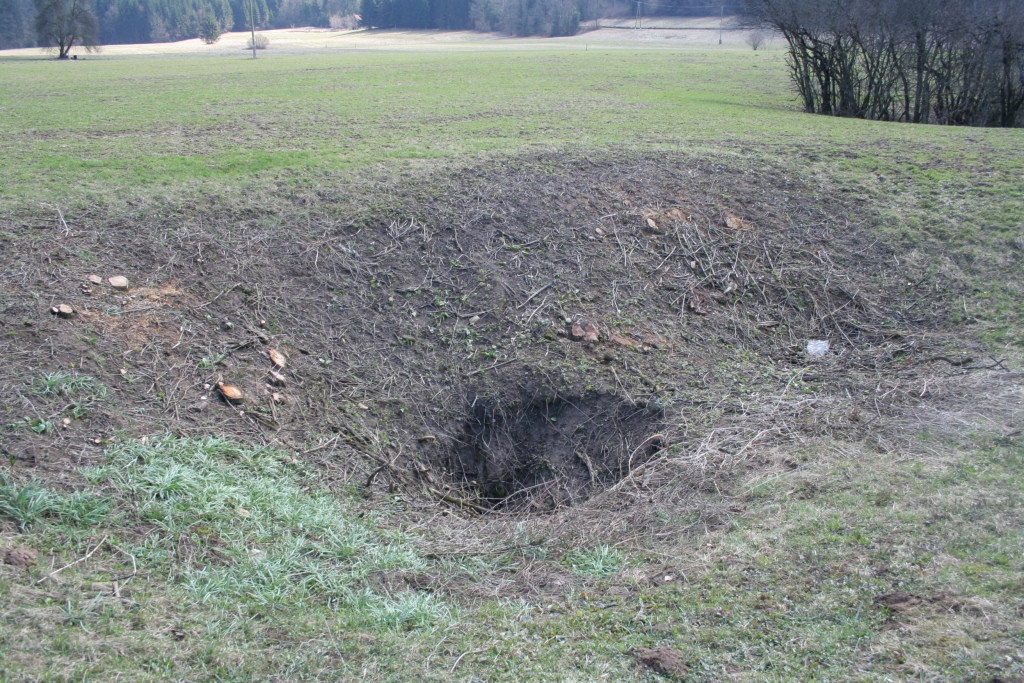
Piccolo inghiottitoio nel Carso sloveno: le foibe sono i pozzi verticali che si aprono al di sotto di tali inghiottitoi

Una foiba è una grande vasca (o caverne verticali, pozzi) tipica della regione carsica e dell'Istria. Le foibe non sono quindi dei particolari tipi di caverne come viene spesso, erroneamente, affermato, ma solo il termine con cui vengono indicati gli inghiottitoi carsici tipici della regione giuliana, che in tale territorio assumono spesso dimensioni spettacolari.
Se ne contano circa 1700 in Istria.
Foiba è inoltre il nome del noto inghiottitoio che si apre ai piedi del castello di Montecuccoli, a Pisino, e del torrente che in esso si getta. Il luogo ha un ruolo centrale nel romanzo Mathias Sandorf di Jules Verne.

## Etimologia

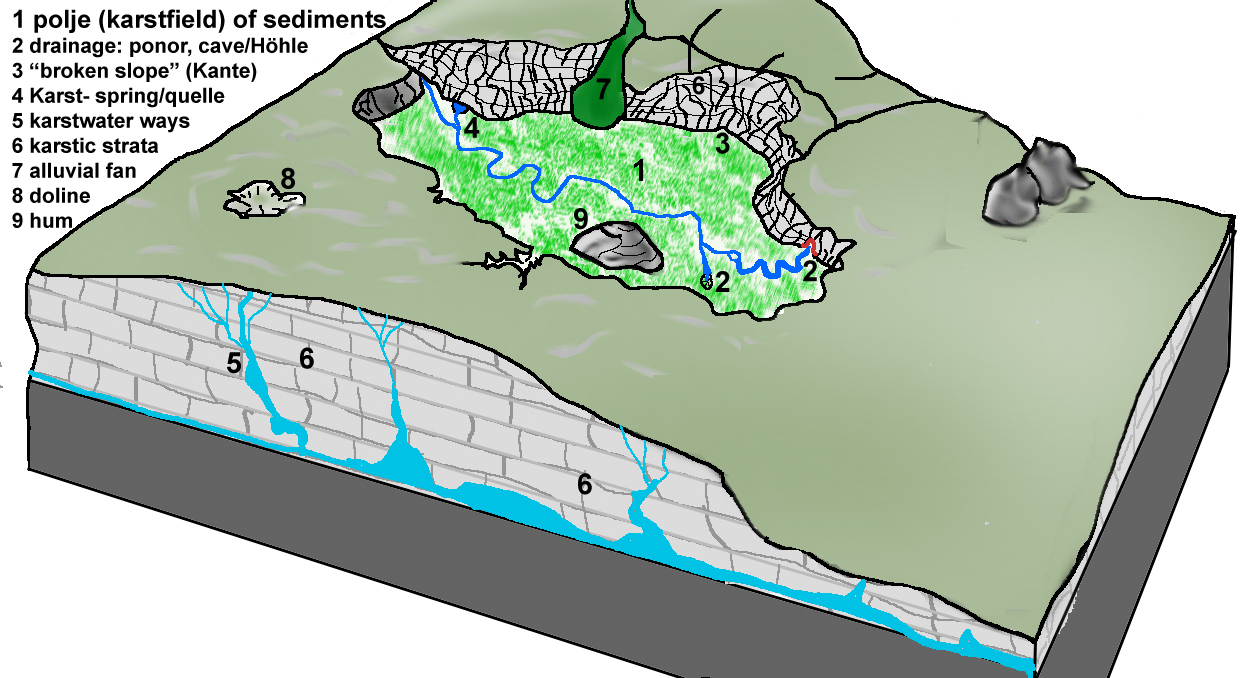
Sistema carsico dove sono visibili gli inghiottitoi verticali (le foibe)

Il nome "foiba" deriva da un termine dialettale utilizzato nell'area giuliana, che deriva a sua volta dal latino fŏvea (fossa, cava). Il più antico documento su cui viene riportato è una relazione ufficiale nel 1770, scritta dal naturalista italiano Alberto Fortis, che scrisse una serie di libri sul carso della Dalmazia.
Il termine non si trova di conseguenza riportato nel fondamentale Dizionario della Lingua italiana di Niccolò Tommaseo. Non venne utilizzato nemmeno da Luigi Vittorio Bertarelli ed Eugenio Boegan, in Duemila grotte, fondamentale opera sulle grotte del Carso.

## Descrizione

### La Foiba di Pisino e il torrente Foiba
La foiba di Pisino, chiamata semplicemente "Foiba" (in croato Fojba), è un abisso profondo 100 metri e largo circa 20. Si apre ai piedi del Castello di Montecuccoli e vi si immette l'omonimo torrente (in croato Pazincica).

### Gli eccidi delle foibe

Schema di una foiba tratto da una pubblicazione del CLN (1946).

Il termine "foibe" (al plurale) è oggi comunemente associato agli eccidi commessi dai partigiani jugoslavi e Italiani durante e subito dopo la seconda guerra mondiale. L'utilizzo del termine è improprio: solo una minima parte delle vittime, infatti, fu occultata nelle foibe, mentre la maggior parte perse la vita in tutt'altro modo (nelle prigioni o nei campi di concentramento jugoslavi, o nelle marce di trasferimento).
Ulteriore confusione ingenera il fatto che molte delle cosiddette "foibe" erano in realtà cave o miniere: la famosa "foiba di Basovizza", ad esempio, era in realtà il pozzo abbandonato di una miniera di carbone.
In anni recenti è invalso, saltuariamente, l'uso dei termini "foiba" ed "infoibare" anche per indicare esecuzioni sommarie svoltesi, nell'immediato dopoguerra, al di fuori della Venezia Giulia. Per quanto detto sopra, l'uso del termine in tale contesto appare scorretto, sia da un punto di vista storico che etimologico.

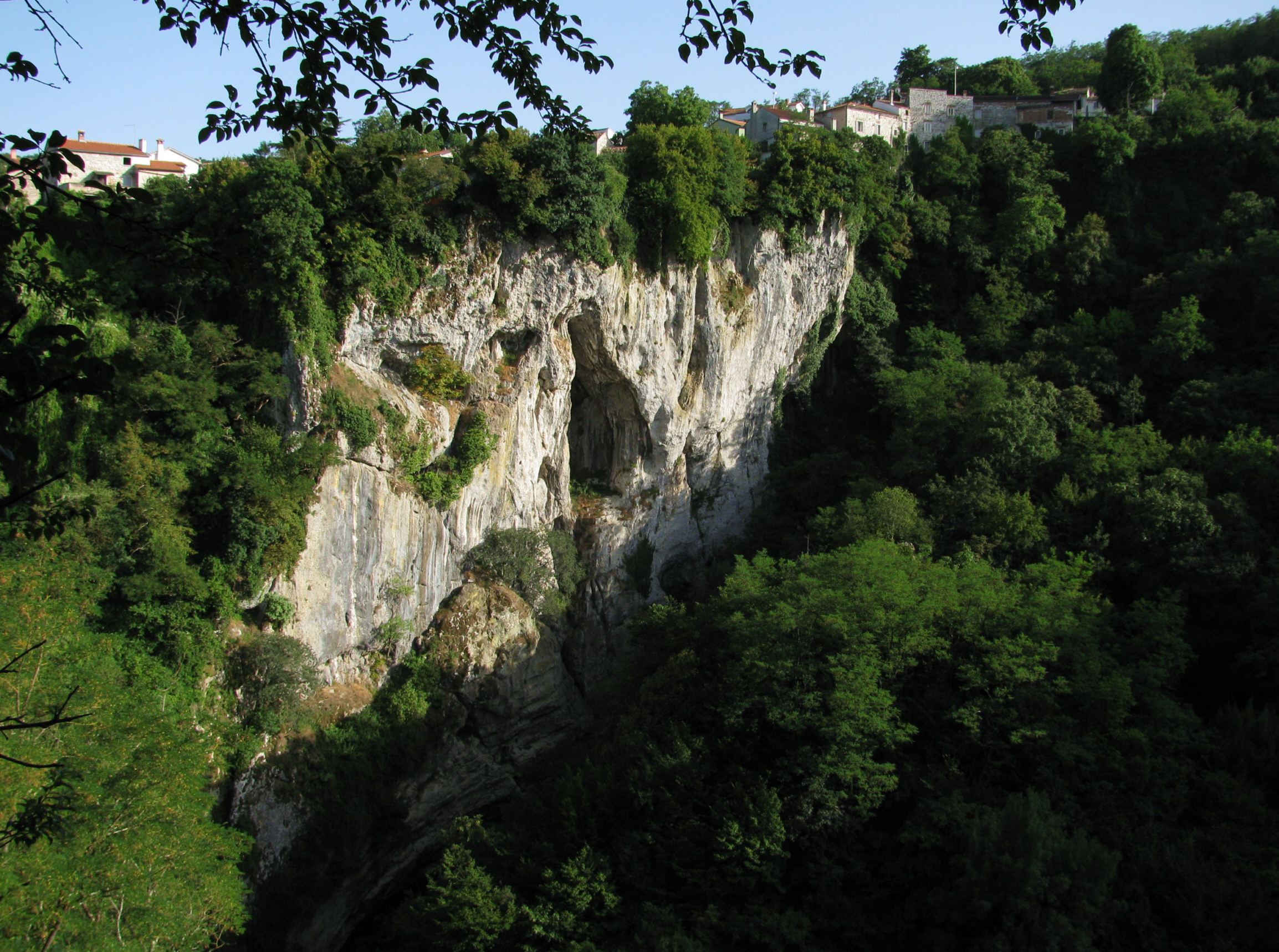
L'abisso del torrente Foiba (Pazinčica)
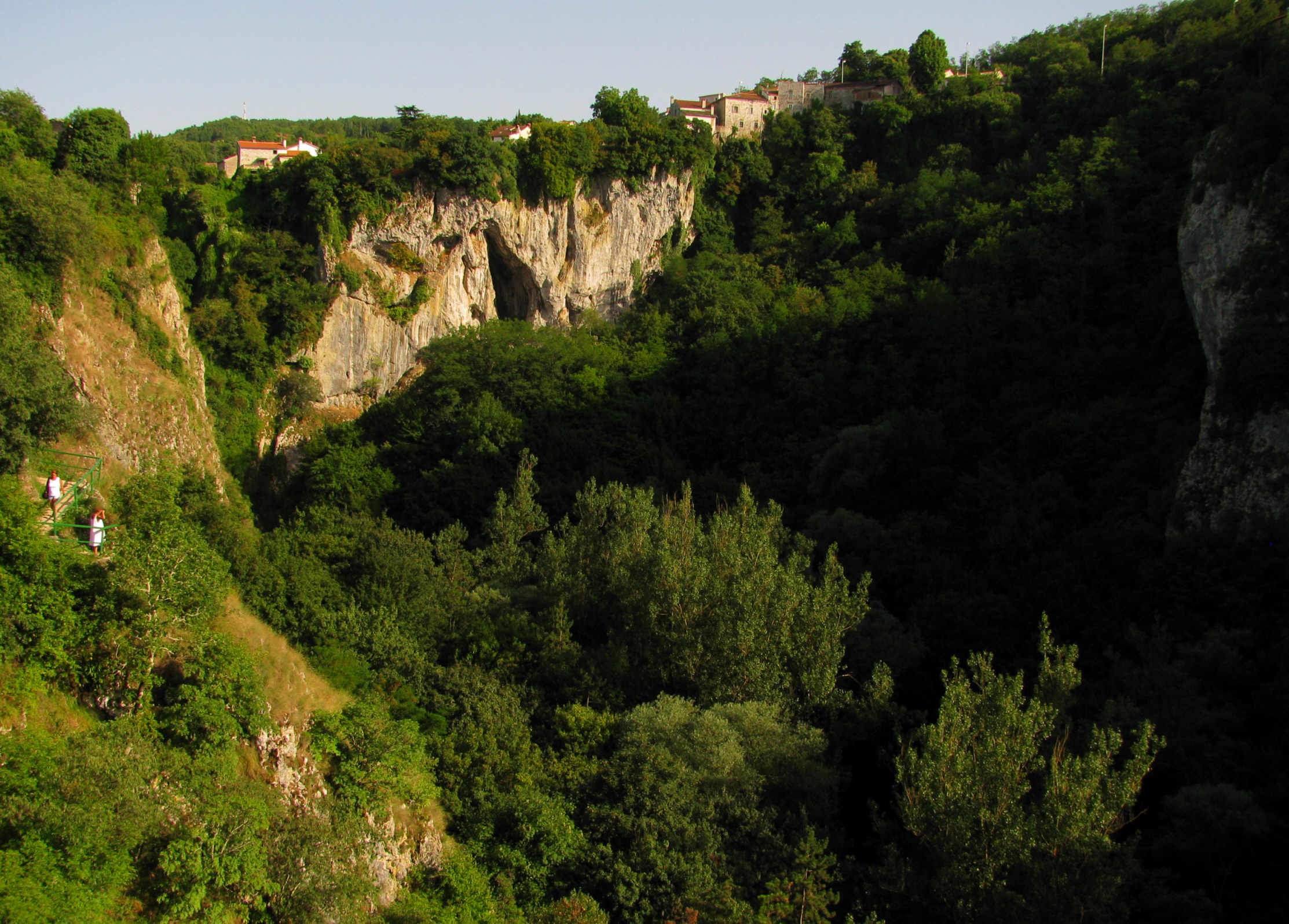
La Foiba di Pisino
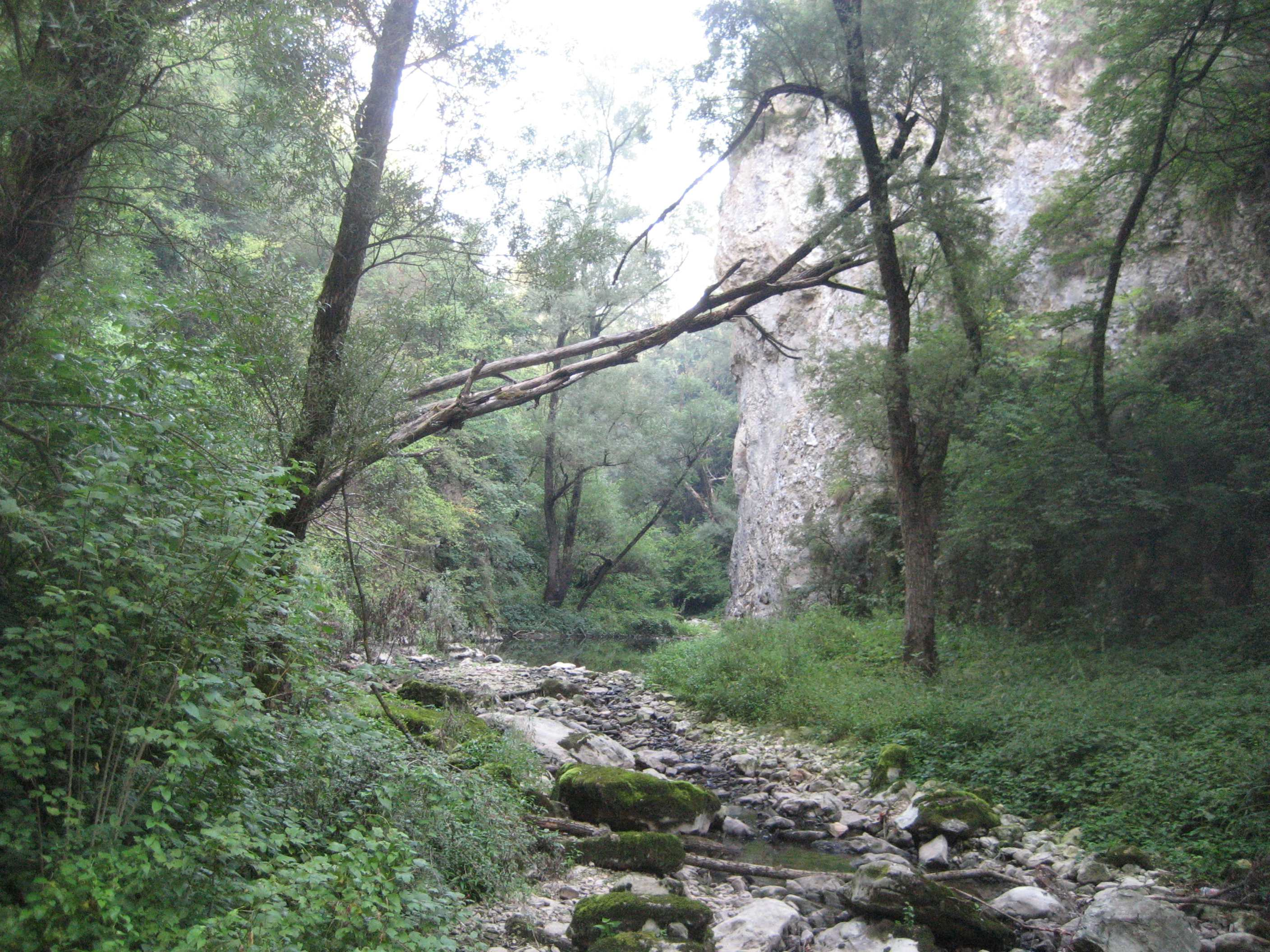
il torrente Foiba (Pazinčica)